# Илюндайн-и-Эстебан, Эустакио
Эустакио Илюндайн-и-Эстебан (исп. Eustaquio Ilundáin y Esteban; 20 сентября 1862, Памплона, Испания — 10 августа 1937, Севилья, Испания) — испанский кардинал. Епископ Оренсе с 14 ноября 1904 по 16 декабря 1920. Архиепископ Севильи с 16 декабря 1920 по 10 августа 1937. Кардинал-священник с 30 марта 1925, с титулом церкви Сан-Лоренцо-ин-Панисперна с 17 декабря 1925.